# Canal del Migdia
El canal del Migdia (en occità Canal de las Doas Mars o menys correctament Canal del Miègjorn; en francès canal du Midi) és un canal navegable francès que uneix el riu Garona amb el mar Mediterrani. Juntament amb el canal lateral de la Garona proveeix d'una via navegable interior des de l'Atlàntic fins a la Mediterrània. Va ser allargat amb el canal del Roine a Seta, i tot el conjunt en un principi tenia el nom de canal reial del Llenguadoc. Els revolucionaris el 1789 li van canviar el nom per l'actual Midi (Migidia). Fou considerat pels contemporanis com l'obra més important del segle xvii.
En sentit estricte el canal del Migdia designa la part que va de Tolosa al Mediterrani, de tot el conjunt del canal dels dos Mars, conjunt de vies navegables que permeten la unió del Mediterrani i l'Atlàntic: el canal, la Garona i el canal lateral de la Garona, construït a l'estuari de la Gironda des de Bordeus.
Fou el comerç de blat que va motivar la construcció, entre 1666 i 1681, en el regnat de Lluís XIV, sota la supervisió de Pierre-Paul Riquet, cosa que el fa el canal més antic d'Europa en funcionament. Es tracta d'una obra complexa i enginyosa, per aconseguir l'aigua, Riquet, va canalitzar-la des de la Muntanya Negra fins al Pas de Naurosa, el punt més elevat del recorregut i també el canvi de vessants del canal.
El 1996 fou classificat com a Patrimoni Mundial de la Humanitat en la 20 sessió de la UNESCO.

## Presentació

### Localització i perfil del canal
El canal del Midi se situa a França, a cavall dels departament de l'Erau, l'Aude i l'Alta Garona. En total són 241 km des de Marseillan, al lloc de Les Onglous on desemboca a l'estany de Thau al costat de Seta, i Tolosa, al Port de l'Embocadura al costat dels Ponts Bessons.
El canal del Midi és un canal que uneix dues conques amb un vessant situat al costat atlàntic, amb 52 km de llargada, i un altre costat al mediterrani, amb una llargada de 189 km. El Pas de Naurosa és el punt més elevat i on se situa el canvi d'aigües.
La profunditat del canal és de 2 m de mitjana, i varia entre els 1,8 m i els 2 m. El mínim autoritzat és d'1,6 m. L'amplada al mirall (superfície de l'aigua) és de 20 m, i varia dels 16 en els llocs menys amples fins als 20 m. Finalment, el fons del canal té una amplada de 10 m.

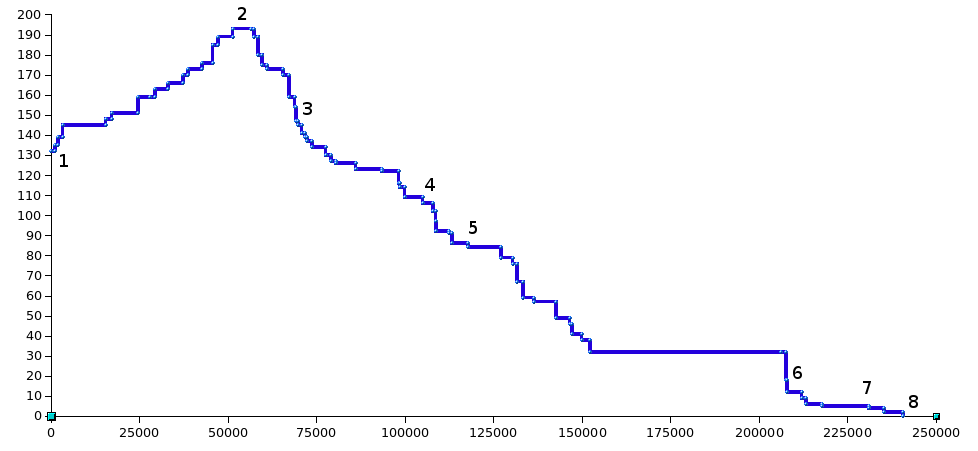
Perfil del Canal del Midi (distàncies en metres de l'abcisa des del valor 0 a Tolosa i alçades en metres

El gràfic dona el perfil del canal des de Tolosa (1), passa pel Pas de Naurosa (2), Castellnou d'Arri (3), a continuació Carcassona (4) i Trèbes (5). El canal segueix a Besiers després de la resclosa de Fonserannes (6), a continuació tenim Agde (7) i acaba el seu camí a Seta a l'estany de Thau (8). El Pas de Naurosa és el punt més elevat del canal (190 m) amb un desnivell de 57,18 m per sobre de Tolosa i de 189,43 de Seta.
El tram més llarg del canal és de 53,49 km entre la resclosa d'Argens, a l'Aude i la de Fonserannes a l'Erau, mentre que el tram més petit és de 250 m entre les dues rescloses de Le Fresquel.

### Estatuts
Per raons històriques, el canal del Migdia presenta una situació jurídica original, que fou definitivament codificada el 1956 al Codi de domini públic fluvial i de la navegació interior i després al Code général de la propriété des personnes publiques. En virtut d'aquesta legislació el domini públic del canal està fixat pel feu concedit al constructor, Riquet, i els seus límits van ser fixats per un procés verbal el 1772. S'hi ajunten els allotjaments del personal i altres propietats. El manteniment del canal va a càrrec de la persona pública propietària del canal i hi participen els ajuntaments i d'alguns veïns.
Des de la llei del 27 de novembre de 1897, l'estat francès és el propietari del canal i delega la gerència a l'oficina de les Voies navigables de France sota la tutela del ministère de l'Écologie, de l'Énergie, du Développement durable et de l'Aménagement du territoire.

## Història

### Projectes abandonats

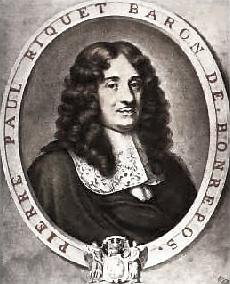
Retrat de Pierre-Paul Riquet l'enginyer del canal

Un canal navegable de l'Atlàntic a la Mediterrània era una vella quimera. Hi va haver nombrosos projectes, alguns d'utòpics, per construir-lo: Neró, August, Carlemany, Francesc I de França i Enric IV de França hi van pensar com un treball polític i econòmic. En efecte, la construcció d'aquesta obra permetria als vaixells de mercaderies evitar el contorn de la península Ibèrica i evitar conflictes i la pirateria.
Un primer projecte fou dissenyat per Nicolas Bachelier el 1539 als Estats dels Llenguadoc, un segon fou presentat el 1598 per Pierre Reneau, i finalment hi va haver un tercer projecte de Bernard Aribal de Béziers el 1617. De tota manera aquests projectes foren abandonats perquè no preveien l'alimentació del canal i proposaven un sistema de derivació dels rius dels Pirineus molt complex. El 1650 un altre enginyer va proposar de desviar l'aigua del riu riu Arieja a Cintegabelle per portar-la a un canal no navegable fins a Pech-David al costat de Tolosa. Però el problema era portar l'aigua fins al Pas de Naurosa més alt que Tolosa.
Els projectes no foren iniciats pel convenciment que es perdrien molts diners i no s'aconseguiria res. Mentrestant, Pierre-Paul Riquet, un cobrador d'impostos de la sal (gabella) del Llenguadoc, va proposar un projecte més convincent que els anteriors. quan Lluís XIV de França va rebre el projecte el 1662 hi va veure una oportunitat de privar Espanya d'una part dels seus recursos i l'ocasió de marcar el seu regnat amb una gran obra.

### L'estudi del projecte

Plànol del projecte

La gestió dels rius era difícil, només un canal podia unir l'Atlàntic i el Mediterrani. Per tal de poder navegar tot l'any era indispensable un canal, no pas un riu. El Canal del Migdia era un canal entre dues vessants, perquè havia de franquejar un coll entre dues valls. En efecte, la construcció del canal necessitava traspassar el Pas de Naurosa o el Pas de Graissens. Trenta anys abans de l'inici dels treballs, l'estudi d'un projecte similar es va confiar a una assemblea de la qual el pare de Riquet en va formar part.

#### Els punts forts del projecte

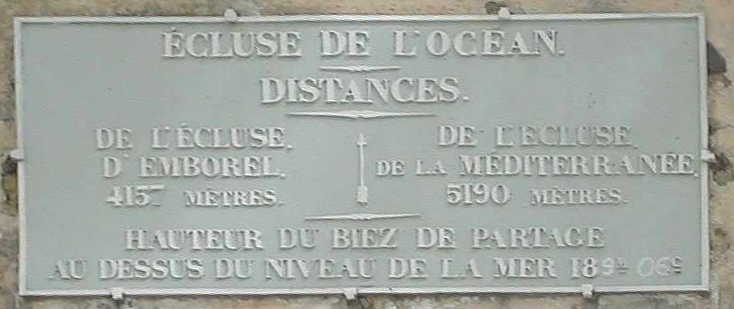
Placa que indica la resclosa de l'Oceà al Pas de Naurosa, on s'assoleix la màxima alçada del canal, 189m

El 1660, Riquet va trobar la solució al principal problema de les obres, l'arribada de l'aigua al canvi de vessant per tal d'alimentar els dos costats. La idea era conduir l'aigua que sorgia de la Muntanya Negra. La coneixença de la hidrografia d'aquesta serra va permetre d'idear un sistema d'irrigació molt enginyós Es va insipirar en l'enginyer francès Adam de Craponne que havia fet servir el mateix sistema d'alimentació per al canal de Craponne.
Riquet va projectar que l'aigua de la Muntanya Negra es conduís i es regulés en preses-reserves per després portar-la cap al Pas de Naurosa gràcies a recs que travessaven el Pas de Graissens. L'aigua del riu Sor que passava al costat de Revel és la principal alimentació pensada per Riquet. Però hi ha altres rius de la Muntanya Negra que formen part de l'alimentació del canal, com l'Alzeau, el Laudot, el Rieutort, la Bernassonne i el Lampy. En efecte, la Muntanya Negra és una regió dues vegades més plujosa que la plana del Lauragués amb una precipitació de 1400 mm pels 500–600 mm de la plana. Per guardar aquesta aigua, es van projectar tres basses, la reserva de Lampy-Vieux, la bassa hexagonal i portuària de Naurosa i el Llac de Saint-Ferréol.
El 1664, durant l'exposició del projecte, els Estats del Llenguadoc van demanar a Riquet de posar en pràctica la seva idea de manera experimental. Va construir un rec d'assaig que desviava l'aigua del Sor fins al Pas de Narouze. Es tracta del Rec de la Plana que es va enllestir el 1665 i que va servir per provar que era possible portar l'aigua al punt més alt del recorregut del canal. Fou el moment que va convèncer la comissió i que el rei havia demanat. A partir d'aquest moment es va veure que la construcció del canal era tècnicament possible.

#### Les imprecisions de Pierre-Paul Riquet

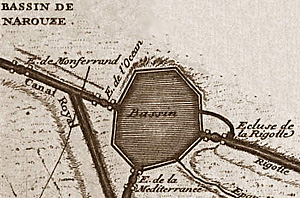
Plànol de la bassa de Naurosa que fou abandonada més tard per culpa de la sorra que s'hi acumulava

Riquet va estudiar molt detalladament l'arribada d'aigua al canal al nivell del Pas de Narouze. El seu estudi és rigorós i comporta una fase experimental amb la construcció del rec de la Plana que va corroborar la seva teoria. Amb tot, el seu projecte és imprecís pel que fa a altres punts, com la traça del canal, que no era gens precisa ni definitiva. Només va redactar les direccions del canal, d'aquesta manera també es donava sortida a problemes que poguessin sorgir en el futur quan es construís el canal.
En el costat Atlàntic, va proposar diferents traçats, un passava per Castres i Revel a través del Pas de Graissens i el riu Agout. En efecte, aquest riu estava essent arranjat per fer-lo navegable. Una altra traça passava pel riu Girou i evitava Tolosa. Al costat mediterrani, feia servir el riu Fresquel, fins al riu Aude, per arribar a Narbona i Seta.
El 1663, Riquet va fer estudis del terreny per fixar el trajecte del costat atlàntic pel Pas de Naurosa per la vall de l'Hers, fins a Tolosa i a continuació per la Garona. La part navegable del riu es troba avall de Bazacle, un gual situat al centre de Tolosa, que bloquejava la navegació. Evidentment, el canal no podia obviar el centre econòmic que és la ciutat de Tolosa i d'aquesta manera es va descartar el camí per Castres.

#### Tècniques d'estudi

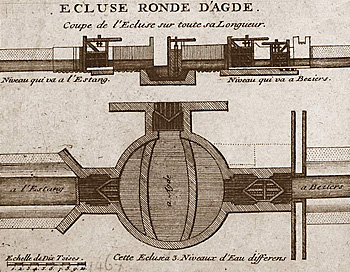
Plànol de la resclosa rodona d'Agde feta per Pierre-Paul Riquet

Pierre-Paul Riquet no tenia cap formació tècnica i es va formar sobre el treball. Practicava regularment l'experimentació i l'observació del terreny. La seva tècnica era molt empírica, ja que a l'època, les ciències aplicades i les tècniques hidràuliques no tenien conceptes escrits. Amb tot, Riquet seguia una pauta científica amb mesures hidromètriquees, càlculs de volsums... A més, per superar les seves mancances tècniques va comptar amb enginyers com Hector Boutheroüe, François Andréossy, geòmetre i cartògraf i Pierre Campmas.
De la mateixa manera, va posar en pràctica experimentacions com el Rec de la Plana que li va permetre provar la portada d'aigües fins al Pas de Naurosa des del riu Sor de la Muntanya Negra. Va construir també a la seva propietat de Bonrepòs una maqueta del canal amb les rescloses i els túnels i va respectar els pendents amb l'alimentació per igual del canal.

### El context polític i econòmic
El context econòmic del país era difícil. Quan Jean-Baptiste Colbert va esdevenir ministre, va calcular que el comerç nacional i internacional no era favorable al regne de França. Els holandesos treien un millor partit del comerç i de l'activitat econòmica del país. El preu dels cereals va baixar molt i la producció de vi va caure el 1660. Aquesta crisi va provocar una depreciació de les terres i les petites explotacions agrícoles van fer fallida. A més, el Llenguadoc era una regió on els problemes eren constants, amb conflictes religiosos que provenien de la revolta de la Fronda. Era difícil que el poder polític s'assentés en aquesta regió i més difícil encara aplicar-hi l'impost de la sal.
Colbert va veure en Pierre-Paul Riquet i el canal una manera d'expandir econòmicament la regió al servei de l'absolutisme. En efecte, Riquet es va proposar per aconseguir cobrar la taxa de la sal i construir el canal. A més, el canal permetria comunicar l'Atlàntic i el Mediterrani sense passar per l'estret de Gibraltar controlat pels espanyols, cosa que també arruïnaria el comerç espanyol i s'establiria una ruta comercial que travessaria el Llenguadoc. El Lauragués disposa de nombroses fonts de blat, el vi del Menerbès, els draps, la seda i la sal que els productors litorals podrien portar cap a l'inetrior. A través del canal, Colbert esperava que les matèries primeres es repartissin en diverses zones del Migdia, així com reforçar el poder reial i atorgar a Tolosa un paper principal en el país.

### L'edicte de Lluís XIV i el finançament del projecte
Tot i que el projecte semblava banal, Colbert va autoritzar els treballs a través d'un edicte reial l'octubre de 1666 després de l'acord, una comissió d'experts es va situar sobre la traça del canal durant molts mesos. El projecte es va beneficiar notablement del suport de l'enginyer de fortificacions i obres hidràuliques Clerville que va usar la seva influència al costat de Colbert per fer avançar el projecte. L'edicte precisa l'autorització de les obres, l'adjudicació i l'atribució al conceptor de les obres, Riquet, i els seus descendents. Va donar també drets d'expropiació a Riquet i va descriure la possibilitat de crear molins, dipòsits i habitatges pel funcionament del canal. El projecte va formar un feu exempt d'impostos amb un propietari amb drets de pesca i caça. Finalment, va descriure les modalitats de funcionament dels peatges, l'organització del trànsit i la propietat de les embarcacions. El rei va prendre la decisió de cedir la propietat i l'explotació de l'obra a un particular per tal de solucionar els possibles inconvenients de l'obra. Aquest sistema garantia la continuïtat dels treballs i del funcionament del canal encara que les finances de l'estat flaquegessin
Els treballs es van iniciar en dues fases anomenades "empreses". La primera empresa consistia a unir Tolosa fins a Trèbes i es va estimar en 3600000 lliures. Però les finances de l'estat no eren massa positives i els Estats del Llenguadoc no podien finançar un projecte amb tantes despeses imprevistes.
A canvi del dret d'explotació i propietat del canal, Pierre-Paul Riquet va proposar de finançar a través dels seus propis fons una part dels treballs. La resta seria pagada per l'estat a canvi de beneficis que Riquet donaria sobre l'impost de la sal. La segona empresa eren els treballs entre Trèbes i l'estany de Thau el desembre de 1668 costava 5832000 lliures, així com un milió de lliures suplementàries per la represa dels treballs del port de Seta.
Al final, malgrat que el pressupost havia estat de sis milions de lliures, l'obra va costar entre 17 i 18 milions de l'època, unes sumes que van ser pagades en un 40% pel rei, un altre 40% per la província i finalment un 20% pel mateix Riquet, que en va esdevenir el propietari. Els seus descendents van continuar amb el pagament de 2000000 lliures durant 50 anys. · 

### La construcció del canal

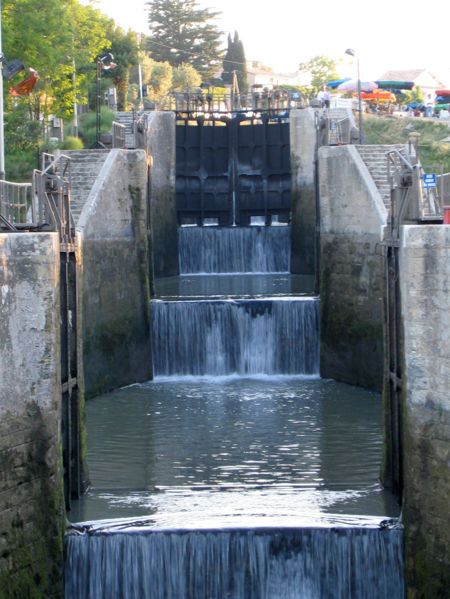
Escala de rescloses de Fonséranes, a Besiers

La primera empresa dels treballs va començar el dia 1 de gener de 1667 amb la construcció del rec de la plana i es va continuar el 15 d'abril del mateix any amb la primera pedra del llac de Saint-Ferréol. En un principi, Riquet volia construir una desena de reserves més, però el comissari general de fortificacions, Louis Nicolas de Clerville, li va demanar de canviar-ho per una sola reserva. Es tractava d'una gran novetat per l'època, ja que no s'havia fet mai un llac de reserva tan gran. El novembre del mateix 1667 amb una cerimonia oficial es va posar la primera pedra de la resclosa de la Garona a Tolosa, en el que era la primera resclosa del canal, en presència dels representants del Parlament de Tolosa, dels capítols i de l'arquebisbe de la ciutat, Charles-François d'Anglure de Bourlemont. L'aigua entre el Pas de Naurosa i Tolosa va recórrer per primer cop l'hivern de 1671-72 i a partir de llavors ja s'hi va poder circular amb vaixell. El 1673 es va acabar el tram entre el Pas de Naurosa i Trèbes, cosa que suposava la fi de la primera empresa.
A partir de 1671 va començar la segona empresa que havia d'unir Trèbes i el mar Mediterrani i construir el port de Seta (que a l'època s'anomenava Cette, el lloc triat per al port construït per Clerville). Aquesta part del canal va posar molts problemes a la unió de l'estany de Thau i Trèbes, perquè havia de travessar el curs del riu Erau i el Libron. Per solucionar el problema, Riquet va posar en marxa un sistema de comportes i caixons per al Libron i una resclosa rodona de tres portes per a l'estany de Thau i el riu Erau. La resclosa rodona d'Agde permet de fer passar una part del canal i alhora accedir a l'Erau. Aquesta part del canal posa dos problemes a l'altura del Pas d'Ausseruna i el descens vers Trèbes, a la vall de l'Orb. Per resoldre aquest problema va fer falta construir a Fonséranes una filera de vuit rescloses fins a l'Orb. El 1681, els treballs del canal havien arribat a Besiers. Mentrestant, el 1680, Pierre-Paul Riquet havia mort, per tant, no va poder veure finalitzar el seu projecte. Fou a partir de llavors que l'enginyer reial, La Feuille, va prendre el curs dels treballs.
El maig de 1681, el canal fou completament inspeccionat pel rei per tal de verificar els treballs i les possibilitats futures. Fou llavors oficialment obert a la navegació, concretament el dia 15 de maig de 1682. Amb la inauguració del canal, l'intendent del rei i el president dels Estats del Llenguadoc van ser els primers de viatjar pel canal des de Tolosa amb moltes altres embarcacions, algunes ja transportaven blat. Després d'aquest viatge inaugural, el canal es va assecar perquè els treballs encara no havien acabat; no fou fins al desembre de 1682 que acabaren definitivament. El canal restà obert al tràfic el maig 1683 i la fi de la recepció dels treballs fou publicada el març 1685.

#### Els obrers i les condicions socials

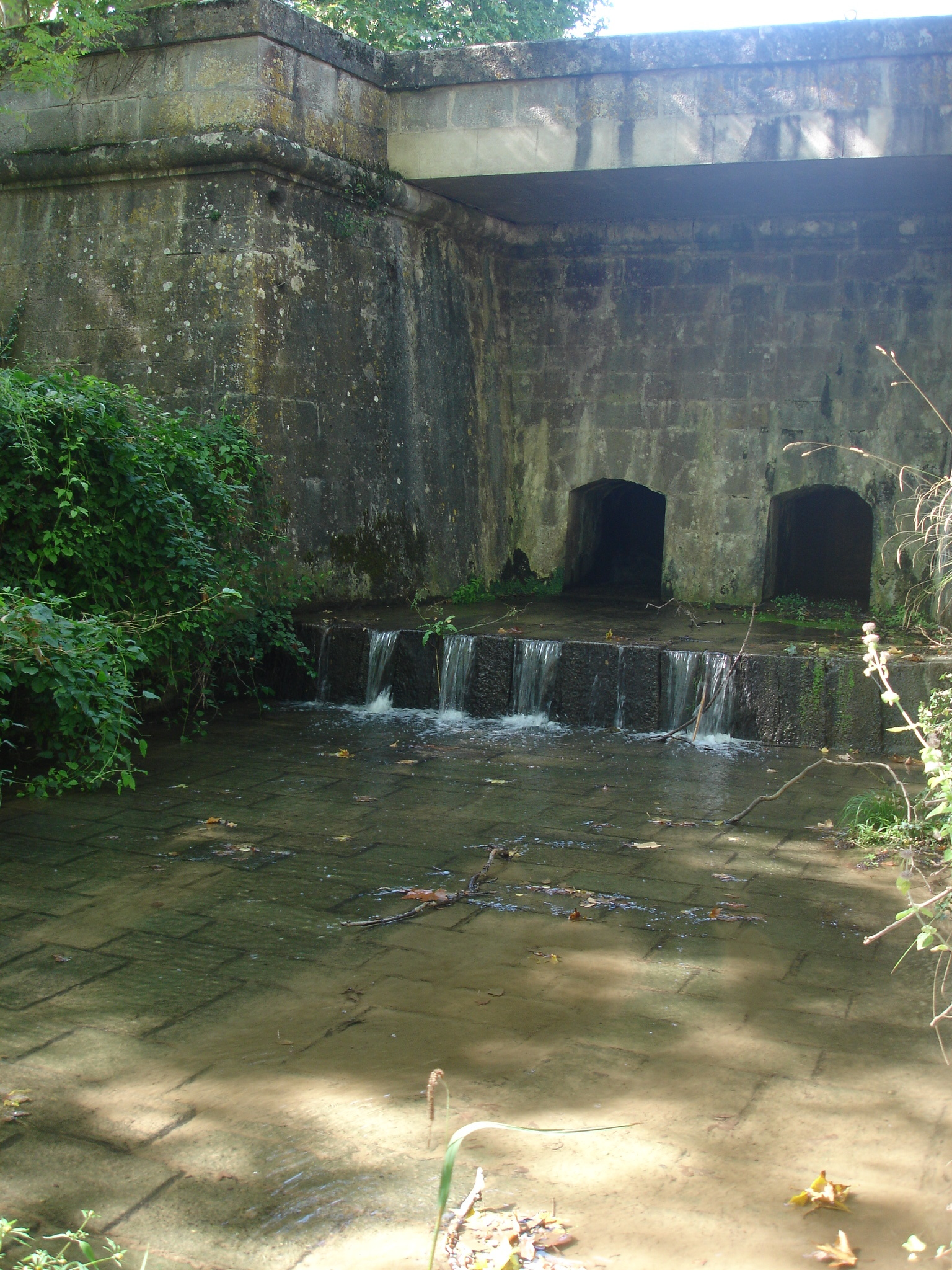
Resclosa de Naurosa construïda amb pedra tallada

Durant quinze anys, prop de 12000 obrers van treballar al canal. Riquet va reclutar homes i dones entre 20 i 50 anys que va organitzar en seccions i va formar tallers dirigits per un controlador general. Aquesta racionalització del treball va permetre d'optimitzar les tasques i fer diferents obres a la vegada. El conjunt del treball era manual i l'excavació del canal ese feia amb pic i pala. La mà d'obra era formada per pagesos i obrers locals que variava segons el període de l'any. Pierre-Paul Riquet feia demandes als militars per solucionar aquesta fluctuació. També va instaurar el pagament mensual dels obrers per tal de fidelitzar-los i va proposar l'alimentació dues vegades al dia.
Les condicions financeres i socials del treball d'aquests obrers foren molt favorables i poc habituals a l'època. Per mantenir la mà d'obra, Riquet va pagar bé els seus obrers, però sobretot els va donar avantatges socials poc autoritzats fins llavors, com el pagament dels dies de pluja no treballats, els diumenges i festius també pagats i també els dies de baixa. El contracte de treball a França era individual i es feia per reclutament lliure. La paga era al principi de 20 sols per dia, el doble que un salari agrícola. Però amb el descontentament dels propietaris agrícoles, Riquet va baixar la paga a 15 i després 12 sols per dia. El 1668 va instaurar el pagament mensual de 10 lliures.

#### Els treballs i els mitjans posats a l'obra
Molts oficis es van trobar en les obres del canal i a més obrers estacionals que provenien del camp. Els paletes i els picapedrers es van encarregar de la construcció de les obres d'art com els ponts, les rescloses i les preses. Els ferrers es van encarregar del manteniment de l'utillatge. Els carreters i els marxants de ferro, així com els propietaris de fargues van ser també usats en els treballs.
Els obrers s'organitzaven en sectors controlats per capitans i brigadiers. A la fi, Pierre-Paul Riquet es va envoltar de col·laboradors pròxims com els controladors generals i els inspectors generals del canal.
L'utillatge que es disposava era molt limitat, pics, pales i aixades per excavar, paneres i cabaços pel transport dels materials. La pólvora només s'usava per fer explotar la roca.

### La inauguració
El 1681, va tenir lloc la primera inspecció "en sec". El rei va designar una comissió composta per Henri d'Aguessau, intendent del llenguadoc, M. de la Feuille, el pare Mourgues, jesuïta i professor de retòrica i matemàtica a la universitat de Tolosa, dels dos fills i dels dos gendres de Pierre-Paul Riquet, i també François Andréossy, Gilade i Contigny. Aquesta comissió va embarcar a Besiers el 2 de maig de 1681 i va remuntar el canal cap a Tolosa durant sis dies. A mesura que anaven avançant s'anava omplint d'aigua, fins a Calstelnaudary, ja que a partir d'aquí ja hi havia aigua des de 1672.
La inauguració pròpiament dita va tenir lloc just després d'aquesta primera inspecció. Les mateixes personalitats van reembarcar a Tolosa el 15 de maig de 1681 en una barca almirall, seguida de moltes altres. El cardenal Pierre de Bonzi, arquebisbe de Narbona i president nat dels Estats del Llenguadoc, es va unir al seguici, que va arribar a Castellnou d'Arri el 17 de maig. Una gran cerimònia religiosa va tenir lloc el 18 de maig de l'església de Sant Roc, seguida d'una processó cap al canal, per beneir l'obra, el comboi l'assemblea.
El comboi va reprendre la navegació el 20 de maig, amb parades el dia 20 a Villepinte, el 21 a Penautier, el 22 a Puicheric i el 23 a Roubia. El 24 van passar el túnel de Malpas i les rescloses de Fonsérannes. El cardenal i els bisbes van baixar a Besiers el mateix dia.

### Treballs suplementaris
En 1686, Sébastien Le Prestre, el marquès de Vauban es va encarregar d'inspeccionar el canal que va trobar en un estat vell i deplorable. Va ordenar a Antoine Niquet, enginyer de fortificacions per al Llenguadoc, nous treballs a la Muntanya Negra amb l'excavació del túnel de Les Capmases per tal d'allargar el Rec de la Muntanya i el reforçament del Llac de Saint-Ferréol. Riquet havia subestimat els diversos cursos d'aigua que en cas de riuada podien omplir el canal. A més, la presa de Saint-Ferréol era massa petita i el sistema d'alimentació poc eficaç.
També va construir nombroses obres per tal d'aïllar diversos cursos d'aigua que anaven dins del canal, de la mateixa manera que les comportes que havien de regular el nivell d'aigua. Va construir quaranta-nou aqueductes i ponts-canal, dels quals destaquen el de la Cesse, de l'Orbiel i de Pechaurier. al final, va reforçar una gran part de les obres i dics inicialment construïts per Riquet. Aquesta sèrie de treballs, que van durar fins al 1694, van millorar molt l'alimentació i la gestió de l'aigua. Antoine Niquet va restar al càrrec de vigilància del canal fins al 1726.
Mentrestant, el canal del Migdia encara tenia llacunes, com el fet que no passava per Carcassona ni per Narbona i no s'unia amb el Roine. A més, per unir-se a Bordeus, feia falta recórrer la Garona, que tenia crescudes violentes. El Canal lateral de la Garona no es va enllestir fins al 1856 i va permetre la unió entre Tolosa i Castets-en-Dorthe. Mentre que el Canal de Jonction va permetre unir-lo amb Narbona via el Canal de la Robina, que fou construït el 1776. El mateix any, el Canal de Brienne va permetre de vorejar la calçada de Bazacle, un gual de la Garona a Tolosa. La unió entre l'estany de Tahu i el Roine es va iniciar el 1808. El 1810, una desviació del canal va permetre que passés per Carcassona. El final de tots aquests treballs va marcar la unió definitiva de la Mediterrània amb l'Atlàntic que tant havia somiat Riquet.

### Funcionament i vida del canal

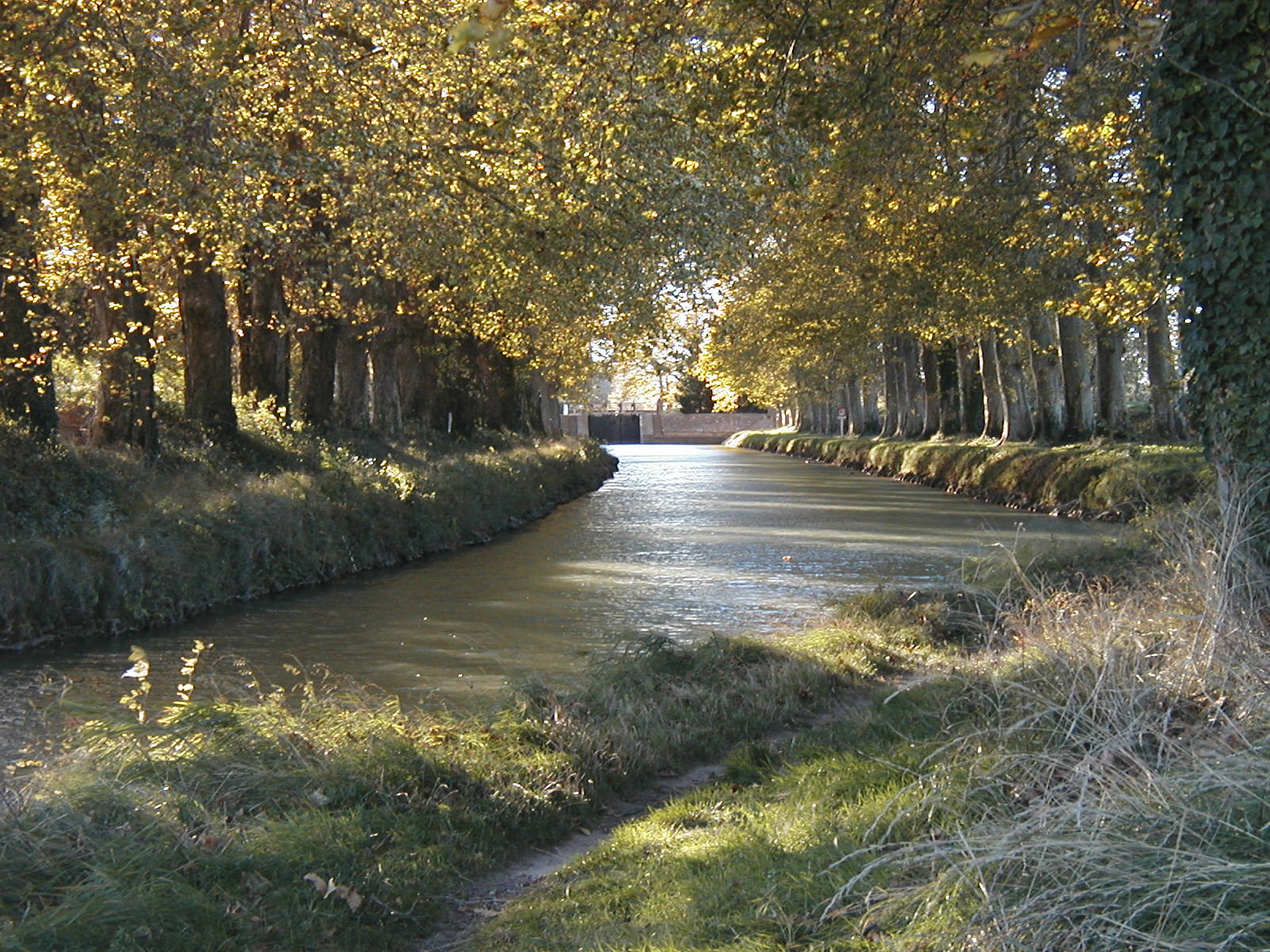
Canal del Migida, a l'esquerra el camí de sirga, al centre la resclosa rodona d'Agde i a la dreta el plàtans

En altre temps el canal es va fer servir per al transport de persones i mercaderies, avui, però, el seu ús més important és el plaer i el turisme.

#### La gestió del canal
La gestió del canal es va assegurar en un primer moment als descendents de Riquet. El fill més gran, Jean-Mathier, va prendre el control del feu fins al 1714, després fou Victor-Pierre-Françoix fins al 1760, a continuació Victor-Maurice i finalment Jean-Gabriel. La família Riquet va organitzar l'administració del canal d'una forma de piràmide, amb un director general que regia un equip directiu que es dividia per zones geogràfiques. Se'n van crear set, d'oest a est eren Tolosa, Naurosa, Castellnou d'Arri, Trebes, Le Somail, Besiers i Agde. Cada director era el responsable dels treballs de manteniment de la seva zona i tenia el suport d'un tresorer i un controlador. A continuació hi havia els encarregats de les rescloses. Aquesta organització va facilitar el control i va engendrar línies d'empelats.
A Tolosa, un grup de tres persones formava el comitè de direcció, el director general dels treballs, el tresorer general, que fixava les taxes i el controlador general que s'encarregava de la comptabilitat. La gestió del canal assegurava la provisió de diners per tal de pagar els treballs i el personal. En els anys 1770, les taxes aportaven un producte anual de 640000 lliures, la meitat de les quals es destinaven al manteniment i als salaris, i l'altra meitat als beneficis i als fons per a treballs excepcionals. El 1785, aquest benefici va augmentar fins a 950000 lliures, que era una summa molt important per a l'època.

#### El manteniment del canal

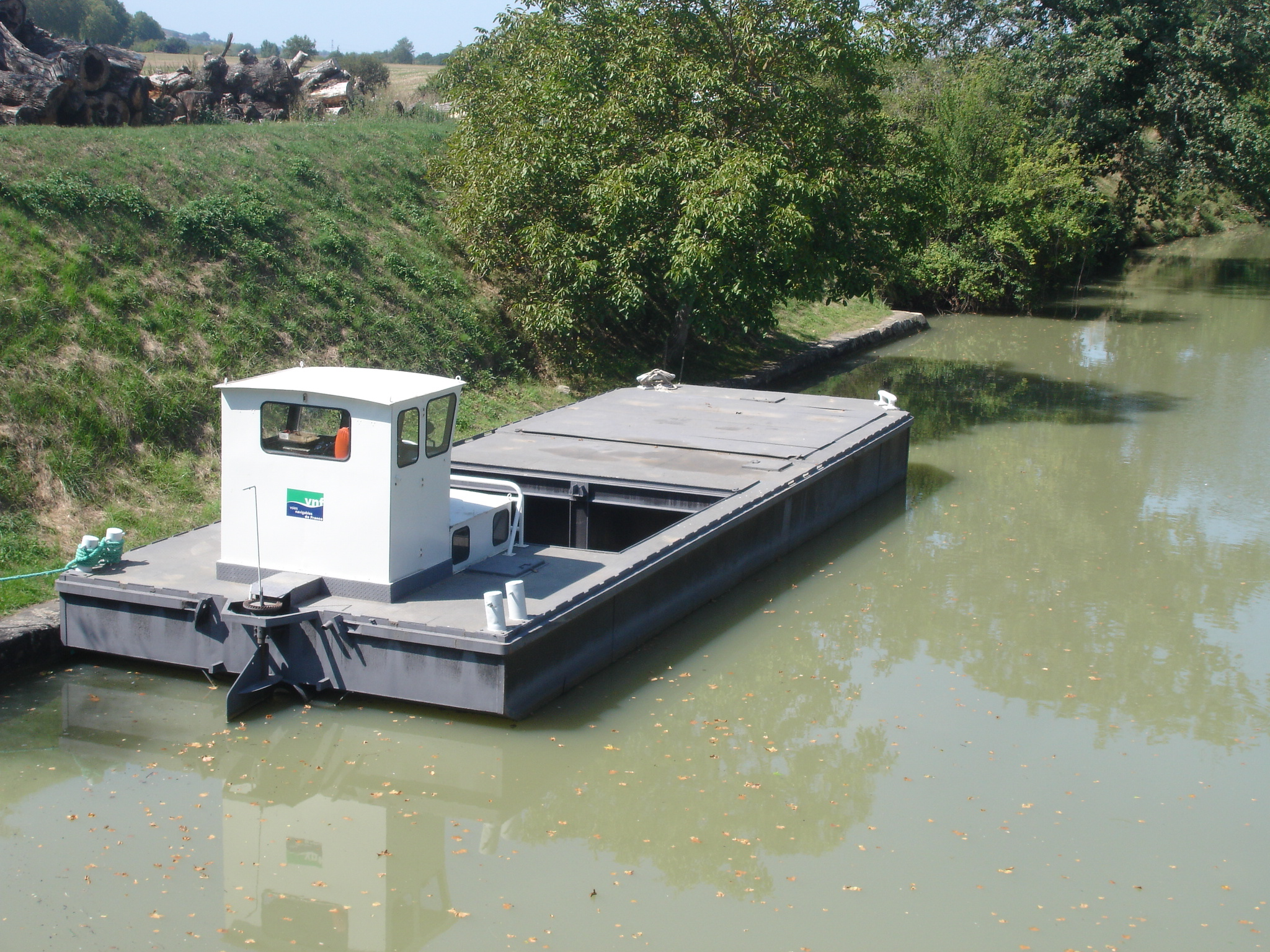
Actualment el manteniment del canal es fa amb les barcasses de Voies navigables de France

El manteniment del canal constitueix un problema per als descendents de Riquet. Tot i les nombroses precaucions, el canal s'omplia de terra d'al·luvió que procedeix de l'aigua que alimenta el canal. A més, s'omplia amb les branques i fulles dels arbres. Cada estiu, un període de pausa permetia netejar el canal, però volia dir que s'havia d'eixugar el llit del canal durant dos mesos. Aquests treballs costaven molt i amb dos mesos no n'hi va haver sempre prou. Un altre problema fou l'entrada d'algues en diversos llocs. Cap mètode podia erradicar aquest problema. El 1820 es va dragar el canal per arrancar les herbes i aixecar el vas.
Per altra banda, la pluja, el gel i la sequera obligaven els gestor a tenir un ull sobre tot el recorregut del canal per tal d'arreglar les fuites i esquerdes que poguessin sortir. Avui encara el canal és sotmès als mateixos contractes i els gestors han d'assegurar els mateixos treballs. Amb tot, actualment, són mecanitzats. Al voltant de 350 empleats treballen en la gestió de Voies navigables de France a través del Ministère de l'Écologie, de l'Énergie, du Développement durable et de l'Aménagement du territoire (http://www.developpement-durable.gouv.fr) per tal d'assegurar el manteniment. Per tal de consultar el manteniment i l'explotació del canal es pot consultar el web de la direcció interegional del Sud-oest a Tolosa: http://www.vnfsudouest.infos.st.

#### L'economia al voltant del canal
Des de la posada en servei, el canal es va fer servir per al transport de viatgers i del correu. Els vaixells del correu eren estirats per cavalls en els camins de sirga, cosa que feia que fos un correu regulars i que arribés fàcilment al destí. Per altra banda, les diligències de passatgers eren més còmodes que les terrestres, més segures i ràpides. A més, el trajecte es podia fer durant tot l'any sense dificultats. Per viatjar de Tolosa a Seta es trigaven 4 dies.
Aquesta distància es va reduir en 32 hores el 1855, que correspon a una velocitat d'11 km/h, gràcies al canvi de cavalls cada 10 km que estiraven els vaixells. A més, els viatgers eren transferits a altres vaixells cada vegada que s'arribava a una resclosa i així es guanyava temps i s'estalviava aigua. Finalment, també es van introduir els viatges de nit per guanyar encara més temps.
El 1684 el viatge entre Tolosa i Agde costava 1 lliura i mitja. La tarifa es fixava per llegua marcades per columnes. Un burgès pagava 3 sols per llegua, mentre que un pagès pagava 1 sol i mig per llegua. Hi havia oficines de pagament en el recorregut i cada oficina marcava la tarifa des d'allà fins a la següent oficina.
| Any  | Nombre de passatgers |
| ---- | -------------------- |
| 1682 | 3.750 (sis mesos)    |
| 1740 | 12.500               |
| 1783 | 29.400               |
| 1831 | 71.000               |
| 1854 | 94.000               |
| 1856 | 100.000              |

El canal repartia el comerç de blat i de vi del Llenguadoc, cosa que era la principal funció amb què havia estat projectat. Aquest trànsit comercial tenia l'objectiu d'enriquir els descendents de Riquet. El blat, el vi i les begudes alcohòliques podien ser exportades del Lauragués, cap a Tolosa, Bordeus i Marsella. El canal augmentava les zones de venda dels productors del Llenguadoc. En els anys 1730-1740 aquest comerç va prosperar i es van millorar les estructures agrícoles. El canal permetia també d'importar al Llenguadoc productes d'altres regions, com el sabó de Marsella, l'arròs, el midó, peix sec i espècies i tints. Ara bé, el canal mai va ser la via internacional que van somiar els reis de França, sinó que es va limitar a l'àmbit nacional i local.
La tarifa del transport de mercaderies depenia de la matèria transportada. Al segle xvii el transport de blat costava 12 deniers, mentre que la civada costava 6 deniers.

#### Les embarcacions

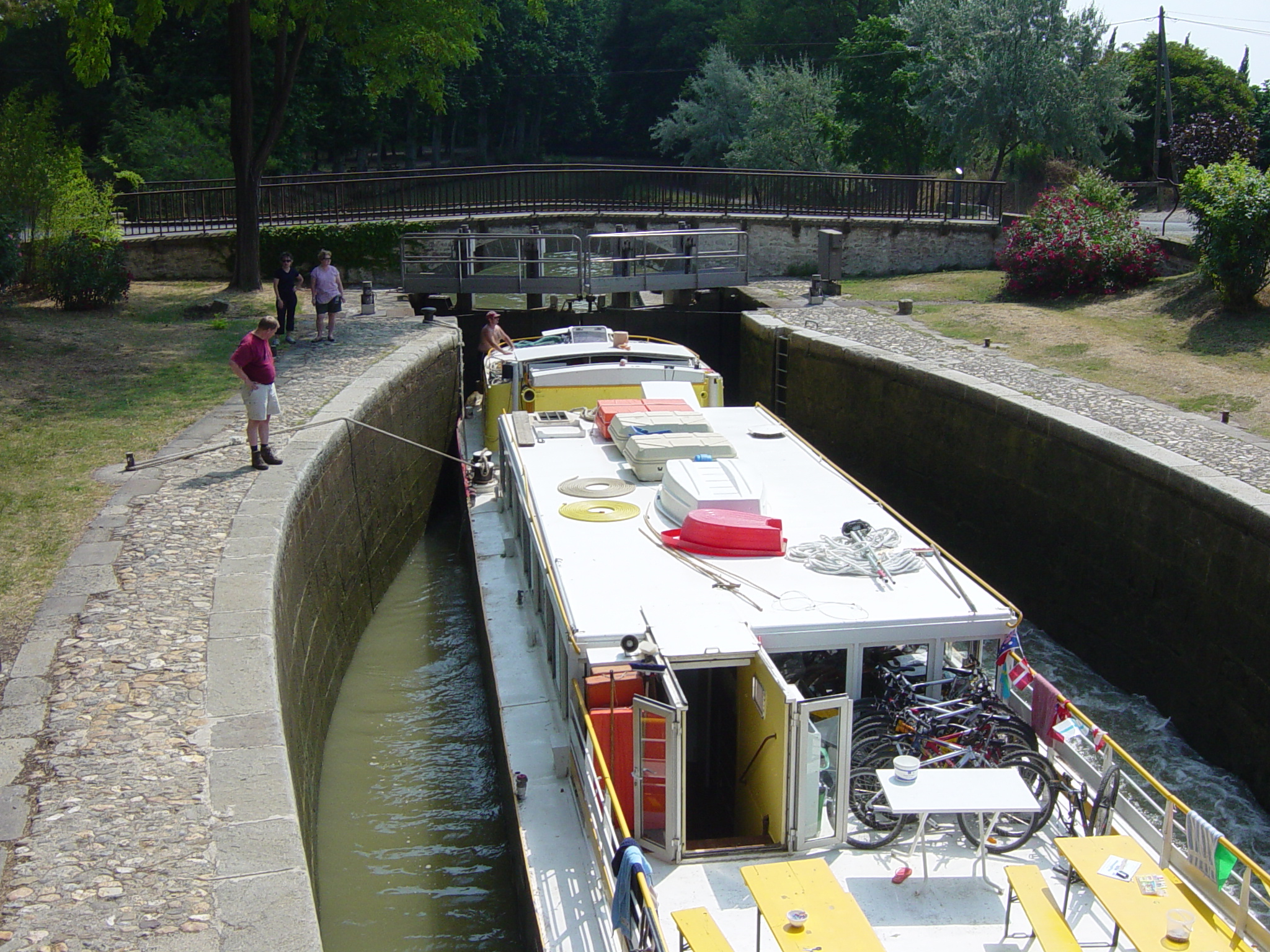
Barcassa Le Tourville a la resclosa de l'Aiguille

Quan es va obrir, la majoria de barques eren de transport de mercaderies. Aquestes embarcacions mesuraven una vintena de mestres de llarg i eren estirades per cavalls o homes. El tonatge d'aquestes va anar en augment amb el pas del temps i va passar de les 60 tones a l'inici fins a les 120 a l'inici del segle xix. El canal tenia barques pròpies, anomenades barques de patró o barques del canal i el 1778 n'hi havia 250. El 1914 el canal disposava encara de 126 barques de patrons, 70 d'armadors i de companyies i 300 cavalls i 75 mules. El 1856 fou l'any rècord de l'activitat mercantil amb més de 110 milions de tones de mercaderies i al voltant de 100.000 passatgers transportats.
A la dècada de 1930 les barcasses de motor van substituir completament la tracció animal i van rellançar el trànsit comercial del canal. Però aquesta activitat va desaparèixer completament vers la fi de la dècada de 1980. Durant 250 anys, els cavalls van tirar nombroses embarcacions com els ràpids cotxes d'aigua o les pesades barques de mercaderies. El cavall podia arrossegar fins a 120 vegades el seu pes mentre la càrrega es trobés a l'aigua. S'entén perfectament, doncs, que fos usat com a força motriu i es considerés un element estratègic per al funcionament del canal.
Les embarcacions de correu que transportaven viatgers medien algunes desenes de metres i posseïen un simple abric sobre el pont. Aquestes barques van evolucionar per esdevenir més ràpides, més luxoses i amb salons grans que podien arribar fins als 30 metres de llarg. Els serveis interiors van evolucionar, amb primera classe amb compartiments i segona classe amb sales comunes. Durant la travessa, era habitual servir menjars a primera classe.

### La competència del ferrocarril

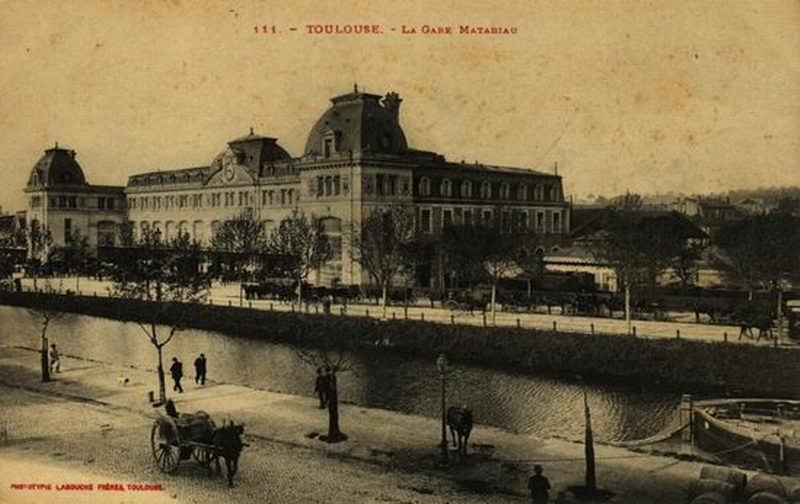
El Canal del Migdia amb l'estació de Matabiau (inaugurada el 1866) de Tolosa en plena expansió

Curiosament, el canal no va complir pas la tasca per la qual s'havia pensat. El context econòmic i les tensions de les guerres d'Espanya van limitar-ne l'expansió. Després de cent anys d'explotació el canal va patir la competència del ferrocarril i després de la carretera. Va conèixer el seu clímax a la meitat del segle xix. El 1858, Napoleó III va signar un decret que confiava el canal durant 40 anys a la Compagnie des Chemins de Fer du Midi, propietària de la línia fèrrea de Bordeus a Narbona. Aquest fet va motivar encara més la baixada de la circulació de vaixells al canal. En efecte, la companyia va afavorir el ferrocarril a través de taxes més elevades per a la circulació de vaixells al canal. El canal va esdevenir la via fluvial més cara de França. A més, el ferrocarril era més regular, més ràpid que la via fluvial, a més d'un tonatge limitat del canal.
| Any  | milions de tones-quilòmetre |
| ---- | --------------------------- |
| 1854 | 67                          |
| 1856 | 110                         |
| 1859 | 59                          |
| 1879 | 54                          |
| 1889 | 32                          |
| 1896 | 28                          |
| 1900 | 66                          |
| 1909 | 80                          |

El període abans de 1859 correspon al funcionament del canal tot sol, mentre que després de 1859 correspon a l'inici del ferrocarril al sud de França. La competència del ferrocarril és ben visible amb la divisió entre dos del trànsit de mercaderies entre 1859 i 1879. A més, aquest trànsit continuava amb un declivi lent. Pel que fa al ferrocarril, la línia Bordeus-Seta comptava amb un transport de 200 milions de tones-quilòmetre des del 1860. La gestió del canal es va reprendre el 1898 per l'Estat que va intentar fer inversions per mantenir la competitivitat. L'estat va suprimir les taxes i els peatges, cosa que va permetre de rellançar el trànsit sobre el canal per arribar als 80 milions de tones-quilòmetre el 1909.

### La fi del trànsit de mercaderies

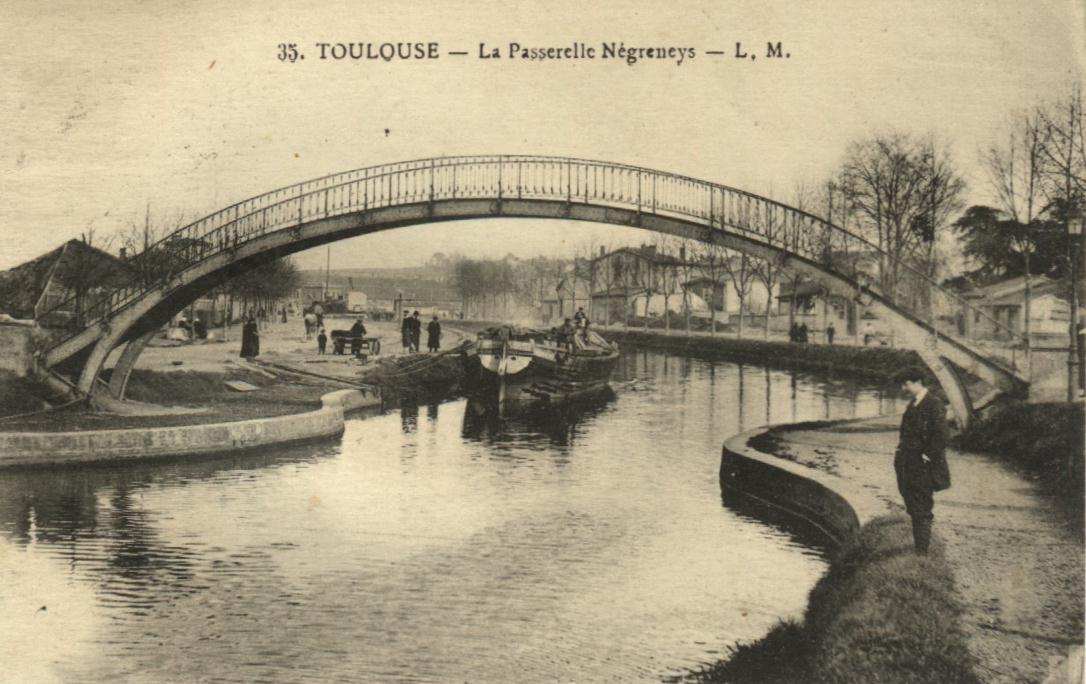
Transport de mercaderies a Tolosa

L'estat va provar de rellançar els treballs de renovació del canal i va promulgar una llei-programa per tal de posar el canal a la norma de Freycinet. En efecte, els canals del nord de França que ja tenien aquesta normativa tenien un trànsit molt superior al del canal del Migdia. Però la llei no es va aplicar per manca de crèdits.
| Any  | Milions de tones per quilòmetre |
| ---- | ------------------------------- |
| 1918 | 19                              |
| 1939 | 100                             |
| 1970 | 110                             |
| 1979 | 40                              |

Quan es va acabar la I Guerra Mundial, el trànsit era completament desorganitzat. El 1920 el trànsit de mercaderies es va reprendre gràcies a les embarcacions de motor. La companyia HPLM (Le Havre-París-Lió-Marsella) va fer navegar una trententa de vaixells al canal. La Segona Guerra Mundial va veure una frenada al trànsit, ja que no hi havia massa petroli, però es va rellançar ràpid després del conflicte i es va mantenir en 110 milions de tones per quilòmetre. El canal va patir el poc calat per les embarcacions de gran tonatge. El tren i ara la competència del transport terrestre motoritzat va esdevenir un nou competidor. La via fluvial només era la tercera via de transport. El trànsit de mercaderies va cessar durant la dècada de 1970. El 1980 només hi havia dos vaixells que feien el trajecte regular entre Tolosa i Seta. El 1991 l'explotació del canal va passar a l'empresa Voies navigables de France, que encara és qui el gestiona.

### El canal al segle XXI
A partir del final del segle xx, el canal ofereix diferents activiats, la més important de les quals és la tasca originària per al qual va ser creat, el trànsit de vaixells entre l'Atlàntic i el Mediterrani.

#### Un canal per al turisme i el lleure

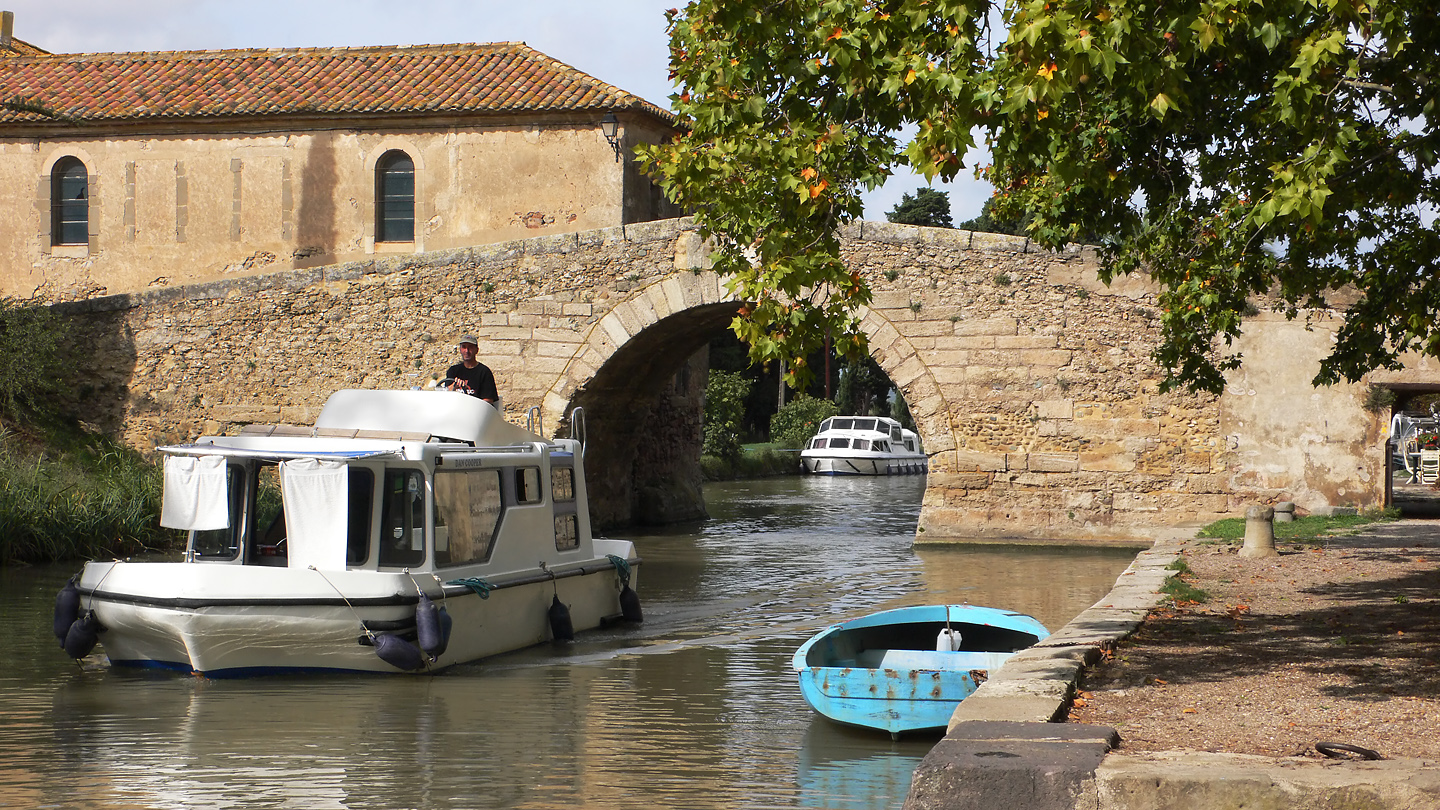
El plaer ha substituït el comerç al canal (Le Somail

El Canal del Migdia s'usa per al turisme, el lleure i l'allotjament. Sobretot hi ha el turisme fluvial, amb el lloguer de vaixells de passeig. Aquest turisme es va desenvolupar a partir dels anys 1960 per part de britànics i va fer eclosió a partir dels anys 1980 i assegura una cinquena part del turisme fluvial francès, amb un 80% de passatgers estrangers, sobretot alemanys, suïssos i britànics. A la resclosa de Fonserannes es compten al voltant de 10 mil passatgers per any, el pic de freqüentació es troba a la resclosa d'Argens amb 11.000 vaixells anuals que compten amb una mitjana de cinc passatgers. El canal permet ocupar directament unes 1.900 persones. L'impacte econòmic anual a causa de l'activitat del canal és d'aproximadament 122 milions d'euros.
La navegació s'obre el tercer dissabte de març fins a la primera setmana de novembre. Fora d'aquest període es permet la navegació als particulars que facin una demanda prèvia. El període d'hivern s'anomena període d'atur i permet de fer els treballs de manteniment.
El Canal del Migdia permet també de practicar altres esports, sobretot a les zones urbanes, com la carrera contínua, el cicloturisme, el roller o les passejades. Els trams de Tolosa a Avinhonet de Lauragués (50 km) i de Besiers a Portiranhas (12 km) són ideals per a la pràctica del ciclisme i el roller. Per altra banda, molts vaixells s'han convertit en allotjaments familiars, sales d'espectacles i exposicions o fins i tot restaurants.

#### Un canal per a l'aigua

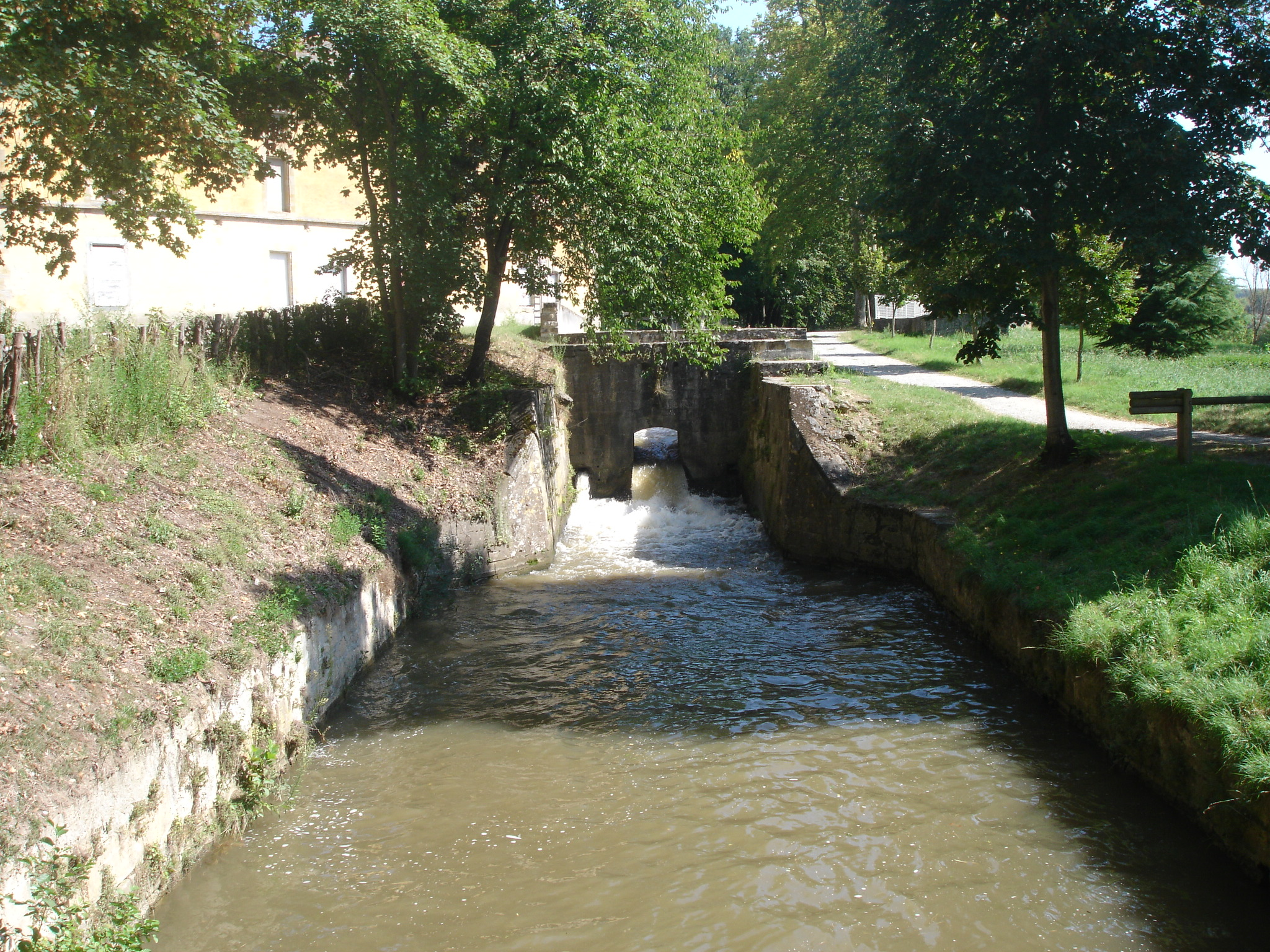
Arribada del Rec de la Plana a la bassa de Naurosa, font principal del canal del Migdia

Durant l'estació seca, el canal serveix de reserva per a l'agricultura. S'han instal·lat prop de 700 punts d'irrigació a tot el canal. Aquest és un dels papers fonamentals del canal i una de les úniques raons que han fet que l'estat l'hagi conservat després del final del trànsit de mercaderies. El canal pot regar fins a 40 mil hectàrees de terra agrícola.
El Rec de la Plana condueix l'aigua del Sor, que es capta a Pont Crouzet per a la irrigació abans de desviar-se cap al canal. A més, hi ha altres obres per al regadiu entre Revèl i el Pas de Naurosa. El 1980, el llac de la Ganguise es va construir prop de Castellnou d'Arri i va permetre de tenir una reserva d'aigua de 22 milions de m. El 2005, la presa es va aixecar per poder emmagatzemar 44 milions de m. Al costat de l'antiga bassa de Naurosa, l'estació de bombament del mateix nom permet de regular l'aigua del canal i del llac. Un tub subterrani, la galeria de Mandore, porta l'aigua sobrera del Rec de la Plana a la presa de la Ganguise. I a la inversa, en període sec, el llac de la Ganguise pot aprovisionar el canal.
El canal assegura l'alimentació d'aigua potable gràcies als centres de tractament d'aigües de Picotalen (Picotalen I i Picotalen II) des de 1973. La Institució Interdepartamental per a l'Ordenació Hidràulica de la Muntanya Negra (IIAHMN, sigles en francès) va construir aquestes instal·lacions, ja que des de la creació de l'ens el 1948 es va encarregar de l'abastament d'aigua al Lauraguès. Aquestes instal·lacions proveeixen d'aigua més de 185 municipis.

#### Un canal com a patrimoni

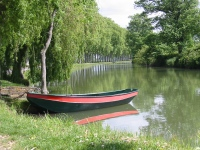
Barca al Canal de Midi a Tolosa

Durant molt de temps el canal va ser vist com un útil de producció, d'intercanvi i de comerç, però amb la baixada d'aquests usos es va convertir en patrimoni arquitectònic i tècnic. Amb tot, la funció de canal navegable continuava. El 7 de desembre de 1996, el canal i una zona de tap de 2000 km² es van inscriure a la llista de Patrimoni de la Humanitat. El mateix any, fou classificat sota l'ampara de la llei francesa dins el Réseau des grands sites de France. Aquesta categoria també es va estendre als recs de la plana i de la muntanya el 1996 i el 2001. La conseqüència més evident d'aquesta protecció ha estat l'augment dels usos turístics del canal.
Amb tot, el manteniment del canal és complicat, ja que s'hi impliquen molts actor: tres regions, sis departament i els municipis. Aquests darrers no volen pagar els costosos treballs de restauració, cosa que provoca una manca de motivació per iniciar programes de valorització. Els plàtans són un problema, ja que les arrels destruiexen els camins de sirga i les pistes ciclables, també les fulles seques omplen el canal. El canal és un patrimoni costós de mantenir i de valortizar, ja que l'entitat que gestiona els canals francesos, Voies navigables de France (VNF), està especialitzada en la gestió econòmica i comercial dels canals francesos, i no en l'àmbit turístic que és on se situa el Canal del Migdia. A més, els costos de manteniment són més elevats que un canal normal, ja que és més antic. De tota manera, encara ara el canal deixa anar petits beneficis anuals. VNF vol intentar que els municipis i patrocinadors locals entrin en joc per donar més valor al canal i pagar part dels costos, perquè el seu pressupost no li permet mantenir ni vigilar els 360 km de canal.
A més, el títol de Patrimoni de la Humanitat de la UNESCO engendra un nivell de vigilància suplementari per l'Estat que ha d'assegurar que tota modificació o restauració del canal sigui compatible amb les condicions de la UNESCO. Per altra banda, el canal pateix una pressió immobiliària important, com testimonien construccions anarquiques, solucions mal pensades o modernes marines als ports del canal. Per respectar la uniformitat del manteniment del canal i d'aconseguir els fons necessaris, el canal queda sota la gestió de VNF amb la tutela de l'Estat francès, que voldria crear una missió de seguiment com ja existeix al riu Loira o al Mont Saint-Michel · .

## Les obres de fàbrica
El canal compta amb 350 obres de fàbrica, de les quals 63 són rescloses, 126 ponts, 55 aqüeductes, 7 ponts-canal, 6 preses i 1 túnel.

### L'alimentació del canal

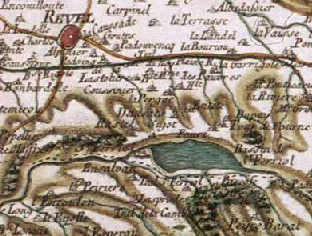
Mapa de Cassini que mostra el Llac de Saint-Ferréol, la clau de l'alimentació del canal

Per alimentar el canal d'aigua durant un any, fan falta 90 milions de m³. Per a aquesta finalitat, Riquet va construir uns sistemes d'alimentació d'aigua força complexos amb la idea de captar l'aigua de la Muntanya Negra, situada a desenes de quilòmetres i portar-la al Pas de Naurosa, el punt més alt del canal, per mitjà dels recs de la muntanya i de la plana.
Aquests recs connecten les 3 reserves superiors (Lampy, Cammazes i Saint-Ferréol) amb el Pas de Naurosa. El rec de la muntanya mesura 24,269 km i posseeix 22 obres de fàbrica entre la presa de l'Alzeau i el salt de Cammazes. Mentre que el rec de la Plana mesura 38,121 km amb un desnivell de 21,45 m i compta amb 68 obres de fàbrica, entre els quals destaca el Pont Crouzet i el Pas de Naurosa.
En un principi, dues reserves alimentaven el punt més alt del canal, al Pas de Naurouz: el llac de Saint-Ferréol que conté 6,3 milions de m³ i fou construït entre 1667 i 1672. L'altra reserva, més petita, s'anomena Lampy-Vieux i fou canviada per Lampy-Neuf, d'una capacitat de 1,672 milions de m, construït el segle següent entre 1777 et 1782.
El Llac de Saint-Ferréol és la reserva major del canal amb una superfície de 67 hectàrees. Rep l'aigua de la Muntanya Negra a través del rec de la Muntanya que s'alimenta a través de la conca del Lampy. L'aigua del llac es reté amb una presa de 786 m de llarg per 149 d'ample, constituïda per tres murs paral·lels. Un rec envolta tot el llac i permet evacuar l'aigua que sobra. Al costat de les caigudes d'aigua hi ha un museu que permet conèixer la història de la construcció del llac.
En l'origen, l'enginyer va preveure i construir una tercera reserva d'aigua, a Naurosa. Però aquesta idea fou abandonada el 1680 a causa de la sedimentació. Pierre-Paul Riquet havia somiat construir una nova població al voltant de Naurosa, però que no va veure mai ni tampoc s'ha fet. En canvi, es va fer un canal al sud per evitar la bassa de Naurosa.
Al voltant de Carcassona es van construir diverses reserves per tal d'alimentar la part baixa del canal cap al Mediterrani. D'aquesta manera, les aigües del Fresquel, de la Cesse i de l'Orbiel aporten l'aigua al canal. A més, l'Orb a Besiers també aporta aigua. El 1957 es va construir la Presa de Les Capmases d'una capacitat de 20 milions de m³ al riu Sor, que completa l'alimentació del canal. Aquesta obra permet alimentar d'aigua potable més de 200 municipis de la regió, però amb el compromís que dels 20 milions de m³, quatre són reservats per al canal.

### Les rescloses

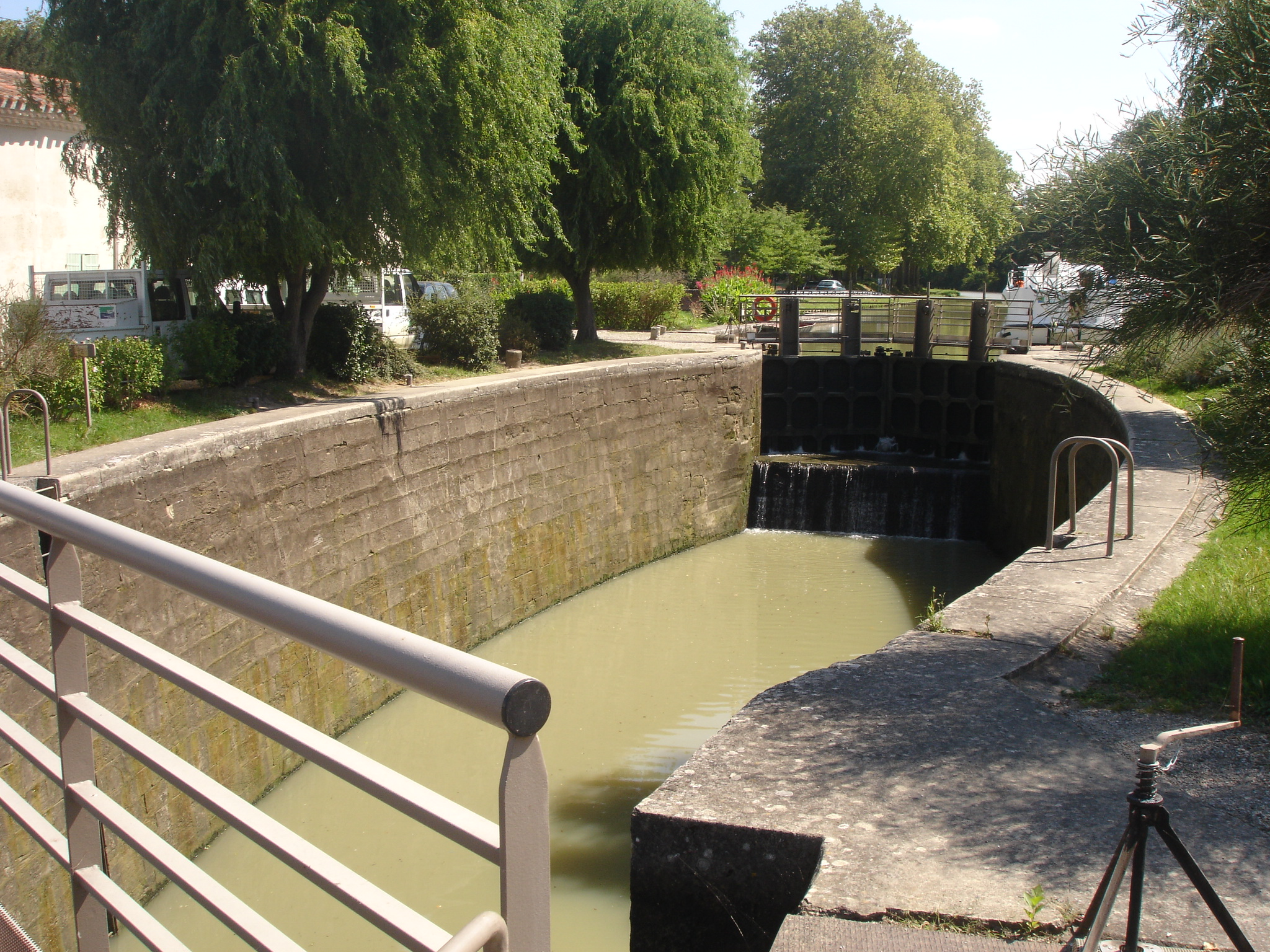
Resclosa del port de Négra amb les parets arrodonides, característiques del canal del Migdia

Les primeres rescloses que es van construir a la plana de Tolosa per part de Pierre-Paul Riquet van ser experimentals i no el van satisfer. Es tractava d'un sas rectangular amb dos pivots de fusta que servien de fonaments als murs laterals. Aquesta forma no permetia retenir correctament els materials laterals quan la resclosa era buida i s'enfosava sobre ella mateixa. Llavors va redefinir la forma i les va fer el·líptiques, cosa que els conferia més resistència. Amb aquesta forma es diu que les rescloses del Canal del Migdia són barroques.
Les rescloses es van construir amb pedra tallada i unida amb morter. Com a tanca hi havia dues portes de doble ventall. En un primer moment aquestes portes eren de fusta, amb poques parts metàl·liques i que eren sotmeses a dures condicions d'humitat i de pressió. El sistema d'obertura i de tancament era de cremallera i permetia omplir o buidar el sas.
La mida de les rescloses construïdes per Riquet eren de 29,2 m de llarg, per 5,8 d'ample a les portes i 11 al centre de la resclosa i una mitjana de 2,5 m de fondària. Al segle xx, moltes rescloses van ser modificades i no tenen aquestes mides inicials.
Algunes rescloses del canal són joies arquitectòniques. La resclosa rodona d'Agde té tres portes, una permet accedir al canal, la segona porta al mar i la tercera permet el pas al riu Erau. Aquest sistema permet tenir un triple accés i protegeix el canal de la crescuda del riu. Per altra banda, el canal té diverses rescloses múltiples, cosa que permet economitzar les portes i els fonaments als indrets on el pendent és més fort. La més coneguda és la resclosa de Fonserannes que té 8 vasos.
Avui dia, la majoria de les rescloses són electrificades, aquest sistema substitueix l'obertura manual dels ventalls i les portes de les rescloses.

### Els ports

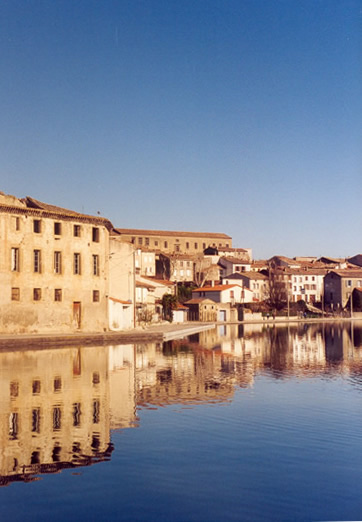
L'estany del Canal del Migdia a Castellnou d'Arri, un dels ports del canal

En el recorregut del canal es van construir diversos ports per tal de poder carregar i descarregar les mercaderies i també per assegurar les parades dels viatgers. Tolosa té dos ports, el port de l'Embocadura, que està situat a la unió entre el Canal del Migdia, el Canal de Brienne i el Canal lateral de la Garona mentre que el Port de Saint Sauveur és al centre de la ciutat, molt a prop del Mercat del Gra. Encara hi havia dos ports més a Tolosa, però van ser destruïts a causa reordenaments urbanístics: es tracta del Port dels Minimes i el Port de Saint-Étienne.
Castellnou d'Arri té un port de 7 hectàrees anomenat Grand Bassin, es va construir entre 166 i 1671. Era la parada de mig camí entre Tolosa i Seta. L'illa Cybelle està situada al mig de l'estany i serveix per protegir les barques del vent del canal. Carcassona avui és una etapa turística molt important del canal, té un gran port construït el 1810 quan la ciutat va ser travessada pel canal. El port de Trèbes és un gran port amb molts amarratges. També s'ha de citar el port d'Homps que és un dels més importants del canal, així com Le Somail que era un lloc de repos molt concorregut. Finalment, abans d'arribar al mar, el canal té dos ports: el port d'Agde al costat del qual s'aixeca l'antiga seu de l'administració del canal i el port dels ONglus a Marseillan que és el darrer abans d'arribar a Seta, des d'on es pot accedir al mar a través del canal reial.
Altres ports més petits s'han construït més recentment, com el de Ramonville-Saint-Agne, anomenat Port-Sud, que agrupen moltes barques i un conjunt residencial que dona directament al port, o el de Port-Lauragais al costat d'Avinhonet de Lauragués sobre una àrea de servei de l'autopista A61, anomenada, com el canal, dels dos mars.

### Els ponts-canal
En el recorregut del Canal del Migdia es van construir diversos ponts-canal. Aquests permeten de travessar rius i rieres que podien dificultar el curs d'aigua del canal. En efecte, si aquests rius desemboquessin al canal, aquest tindria massa aigua i podria patir també les crescudes, així com l'excés de sediments que poden portar. Alguns ponts-canal són de l'època de Riquet, però la majoria es van construir després que l'obra s'hagués acabat i com a perfeccionaments ideats per Sébastien Le Prestre. Els ponts-canal que existeixen són els següents (de Tolosa a Agde):
- el pont-canal de l'Hers
- el pont-canal del Fresquel fou construït a principis de 1800 i inaugurat el 31 de maig de 181, a conseqüència de la modificació del traçat que passava pel centre de la ciutat de Carcassona, ciutat que no va voler el canal quan es va construir.
- el pont-canal de l'Orviel
- el pont-canal del Répudre es va construir entre 1667 i 1676 per superar el Répudre, al costat de Paraza, petit afluent de l'Aude que té un cabal molt variable, sobretot a l'hivern. El pont té una llargada de 135 m i fou dissenyat i construït per Riquet.
- el pont-canal de l'Ognon
- el pont-canal de la Cesse
- el pont-canal de l'Orb, fou construït el 1857 i permetia esquiva el pas de vaixells al llit del riu Orb per la resclosa de Nostra Senyora.

### Altres Obres

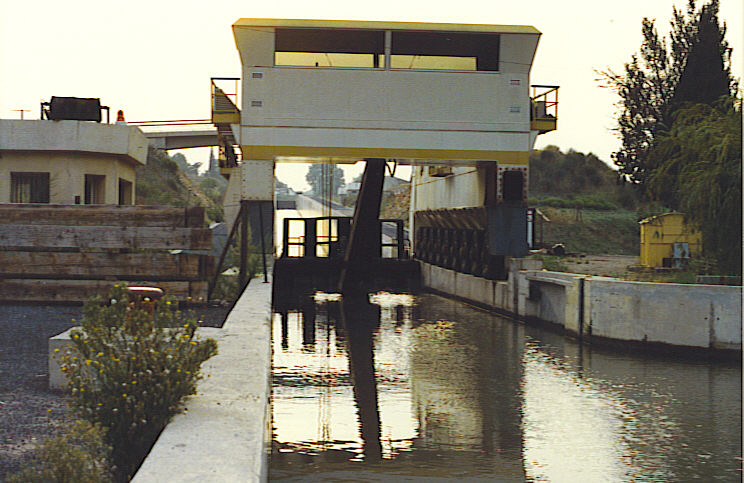
El pendent d'aigua de Fonséranes, obra no contemporània de Riquet

Pierre-Paul Riquet va construir altres obres al canal a més de les rescloses i els ponts-canal. Cal destacar:
- el túnel de Malpas que té una llargada de 165 m i està situat al sud-est de l'Oppidum d'Ausseruna,[90] i que permet superar un turó de 50 m d'alt. Es tracta d'un gran desafiament tècnic per l'època.
- l'arcada de l'Argent-Double situat a la Redorte, obra de pedra tallada amb onze arcs successius. Aquesta obra va ser ideada per Vauban i construïda per Antoine de Niquet i permet desguassar l'aigua que sobra del canal.
- el pendent d'aigua de la Resclosa de Fonserannes, que permet d'alimentar el conjunt dels vuit vasos de l'escala de Fonserannes. Fou construït quan el canal es va adaptar a la fondària de Freycinet, per guanyar temps i permetre vaixells més grossos. Compta amb una maquinària única i amb un manteniment car, però actualment la VNF treballa per fer-la més funcional i estalviar temps als vaixells de la resclosa de Fonseranes.

## La fauna i la flora

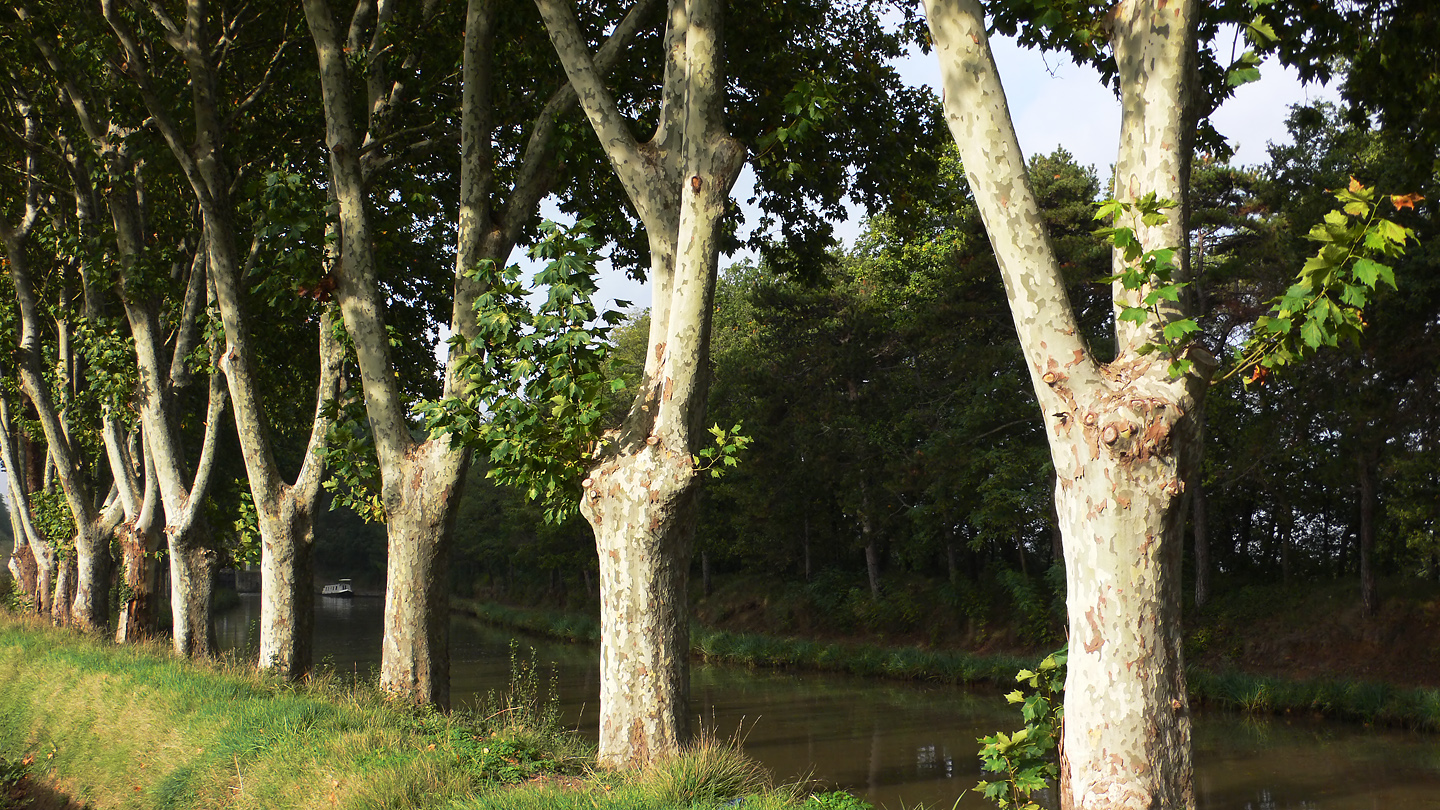
Els plàtans a la vora del canal

El canal és un llarg curs d'aigua que s'estén al mig del paisatge i atreu nombroses espècies animals i vegetals. Moltes espècies de peixos com la brema s'hi reprodueixen, però també els mol·luscos com l'anodonta, un tipus de musclos d'aigua dolça. Els coipús i la rata mesquera se senten atrets per l'aigua del canal, on neden i s'alimenten, mentre que altres espècies només usen l'aigua per beure.
El canal també és un lloc molt vegetal. En un principi, Pierre-Paul Riquet va plantar arbres per estabilitzar les ribes del canal, sobretot allà on s'aixecaven sobre el terreny. Es va fer servir el salze perquè creixia ràpidament. Riquet També va plantar iris. Al segle xviii els arbres que es van plantar van esdevenir una font d'ingressos com la morera així es podia aconseguir seda a través dels cucs. Amb el final de la cultura de la seda, el 1772, es van canviar les moreres pels pollancres d'Itàlia, més productiu en fusta. Les obres de les cases i de les rescloses es van culminar amb arbres fruiters. Durant la Revolució francesa les plantacions al costat del canal representaven al voltant de 60 mil arbres, mentre que en l'origen només n'hi havia 45 mil. Sota el Primer Imperi es van començar a plantar els plàtans, que han esdevingut l'arbre principal al costat del canal.

## El Canal del Migdia com a model
El Canal del Migdia s'inscriu en les grans obres del final del segle xvii, el segle de les Llums. S'inscriu també en el pensament cartesià que pensava que la natura no es podia limitar, però sí que es podia utilitzar, és la moda de la màquina de Descartes. Riquet també va investigar el sistema hidràulic de la Muntanya Negra i el va saber controlar per tal d'alimentar el canal. El rei Lluís XIV, que n'era el comendatari, volia una marca de la seva grandesa.
El Canal és magnificat per l'Encyclopédie ou Dictionnaire raisonné des sciences, des arts et des métiers de Diderot i D'Alembert el 1765, que en mostra la utilitat i és comparat amb les construccions romanes. Una altra enciclopèdia, la de Joseph Jérôme Lefrançois de Lalande, lloa la construcció del canal del Llenguadoc el 1778. De la mateixa manera, Bernard Forest de Belidor felicitava el creador en l'Arquitectura hidràulica. El canal va esdevenir un model a Europa perquè fou l'únic canal d'aquesta magnitud del segle xvii.
Finalment, el nord-americà Thomas Jefferson, polític, arquitecte i futur president dels Estats Units d'Amèrica, va estudiar el canal el 1789, quan era ambaixador dels Estats Units a França. El que pretenia era realitzar una obra semblant que unís el riu Potomac amb el Llac Érie.

## Personalitats lligades al Canal
- Pierre-Paul Riquet fou el creador del Canal. Va obtenir del rei la propietat de l'explotació del Canal de per vida, per a ell i els successors. Va morir l'octubre de 1680, sense veure la fi dels treballs.
- Jean-Baptiste Colbert fou un conseller i gestor del rei Lluís XIV. Es va encarregar d'avaluar el cost i les possibilitats del projecte de Riquet.
- Sébastien Le Prestre, el marquès de Vauban era un enginyer i arquitecte reial que va dur a terme diversos milloraments al canal entre 1685 i 1686.
- François Andréossy és un col·laborardor de Riquet. Va controlar els treballs i el va seguir durant l'obra. Va assegurar la fi dels treballs després de mort Riquet.
- Louis Nicolas de Clerville era un enginyer que va controlar i vigilar el decurs dels treballs. Va ajudar i aconsellar Riquet en els treballs.